# Sonne
Sonne è un singolo del gruppo musicale tedesco Rammstein, pubblicato il 12 febbraio 2001 come primo estratto dal terzo album in studio Mutter.

## Video musicale
Il video mostra la band che, come i nani, lavorano in una miniera per una Biancaneve (interpretata dall'attrice russa Joulia Stepanova) dipendente dall'inalazione di polvere d'oro, spinti dalla loro ossessione sessuale verso di lei.
L'idea del video è nata casualmente mentre alcuni membri del gruppo stavano guardando il film della Disney Biancaneve e i sette nani ascoltando Sonne in sottofondo. Inoltre (come raccontato da Paul in Making Of Sonne video) il video si sviluppò a partire da un precedente video che Olliver (il bassista) fece mixando a computer la canzone Sonne con parti del film d'animazione.
Il gruppo ha approntato una quarantina di idee differenti per il video, come la storia di un pugile, prima di scegliere il tema di Biancaneve. Una delle altre idee era un video sul lancio della bomba atomica a Hiroshima (che sarebbe stato collegabile al testo e alla vocalizzazione dai suoni depressi).

## Tracce
1. Sonne – 4:32
2. Adiòs – 3:48
3. Sonne (Clawfinger K.O. Remix) – 5:52
4. Sonne (Clawfinger T.K.O. Remix) – 4:31
5. Sonne (Instrumental) – 4:31

## Formazione
Hanno partecipato alle registrazioni, secondo le note di copertina di Mutter:
Gruppo
- Christoph Doom Schneider – batteria
- Doktor Christian Lorenz – tastiera
- Richard Z. Kruspe-Bernstein – chitarra
- Till Lindemann – voce
- Paul Landers – chitarra
- Oliver Riedel – basso

Produzione
- Jacob Hellner – produzione
- Rammstein – produzione
- Stefan Glaumann – missaggio
- Ulf Kruckenberg – ingegneria del suono
- Myriam Correge – assistenza tecnica
- Florian Ammon – programmazione Logic e Pro Tools
- Howie Weinberg – mastering

## Cover
- Il gruppo belga Zornik ha interpretato una cover del brano Sonne. Questa versione della canzone è stata pubblicata nella compilation Rendez Vous - 25 Unieke Covers Uit 25 Jaar Studio Brussel pubblicata dalla EMI nel 2008.
- Il gruppo tedesco Caliban ne ha pubblicata una reinterpretazione all'interno dell'album I Am Nemesis, pubblicato nel 2011 da Century Media.
- Il celebre cantante tedesco di genere Schlager Heino ne ha eseguita una cover pubblicata all'interno del suo album del 2013 Mit freundlichen Grüssen.

## In altre opere
Il testo integrale della canzone compare nella storia Anedonia di Rigel, su autorizzazione del gruppo.

## Classifiche
| Classifica (2001-24) | Posizione massima |
| -------------------- | ----------------- |
| Austria              | 5                 |
| Belgio (Fiandre)     | 44                |
| Finlandia            | 9                 |
| Germania             | 2                 |
| Grecia               | 53                |
| Lituania             | 11                |
| Paesi Bassi          | 24                |
| Slovacchia           | 19                |
| Spagna               | 6                 |
| Svezia               | 42                |
| Svizzera             | 18                |